# 레즈긴인
레즈긴인(레즈기어: Лезгияр)은 러시아 다게스탄 남부와 아제르바이잔 북동부에 살고 있는 민족이다.

레즈기인의 기

레즈기인의 기

대다수가 수니파 이슬람을 믿으며, 시아파 이슬람은 다게스탄에서 소수가 믿는다.

## 같이 보기
- 레즈기어
- 북캅카스어족
- 북동캅카스어족